# Masueco
Masueco (oder auch Masueco de la Ribera) ist eine nordspanische Gemeinde (municipio) in der Provinz Salamanca in der Autonomen Gemeinschaft Kastilien-León.

## Lage
Masueco liegt im Nordwesten der Provinz Salamanca in einer Höhe von ca. 690 Metern ü. d. M. in der felsigen Landschaft des Naturparks Arribes del Duero. Der Río Uces fließt in etwa zwei Kilometern Entfernung östlich am Ort vorbei; er bildet stellenweise die Grenze zu den Nachbargemeinden Cabeza del Caballo, La Peña und Pereña de la Ribera. Die Provinzhauptstadt Salamanca ist etwa 97 Kilometer (Fahrtstrecke) in südöstlicher Richtung entfernt.

## Bevölkerungsentwicklung
| Jahr      | 1950 | 1960 | 1970 | 1981 | 1991 | 2000 | 2018 |
| Einwohner | 1043 | 1091 | 811  | 622  | 510  | 473  | 289  |

In der ersten Hälfte des 20. Jahrhunderts hatte der Ort konstant um die 1000 Einwohner. Infolge des Verlusts von Arbeitsplätzen durch die Mechanisierung der Landwirtschaft ist die Bevölkerungszahl seitdem auf den derzeitigen Tiefststand zurückgegangen.

## Wirtschaft
Die Landwirtschaft (Feldwirtschaft, Weinbau und Viehzucht) spielt traditionell die größte Rolle im Wirtschaftsleben der Gemeinde. Einnahmen aus dem Tourismus in Form der Vermietung von Ferienwohnungen (casas rurales) sind in den letzten Jahrzehnten hinzugekommen.

## Geschichte
Nach der weitgehend unblutigen Rückeroberung (reconquista) und Neubesiedlung (repoblación) der nahezu menschenleeren Bergregion aus den Händen der Mauren im 11. und 12. Jahrhundert gehörte die Region zunächst zum Herrschaftsgebiet der leonesischen und kastilischen Könige. Letztere übertrugen es jedoch in der Zeit um 1300 in die Obhut einzelner Grundherrn (señores), die sich fortan mit vereinzelten Übergriffen portugiesischer Herrscher auseinanderzusetzen hatten.

## Sehenswürdigkeiten

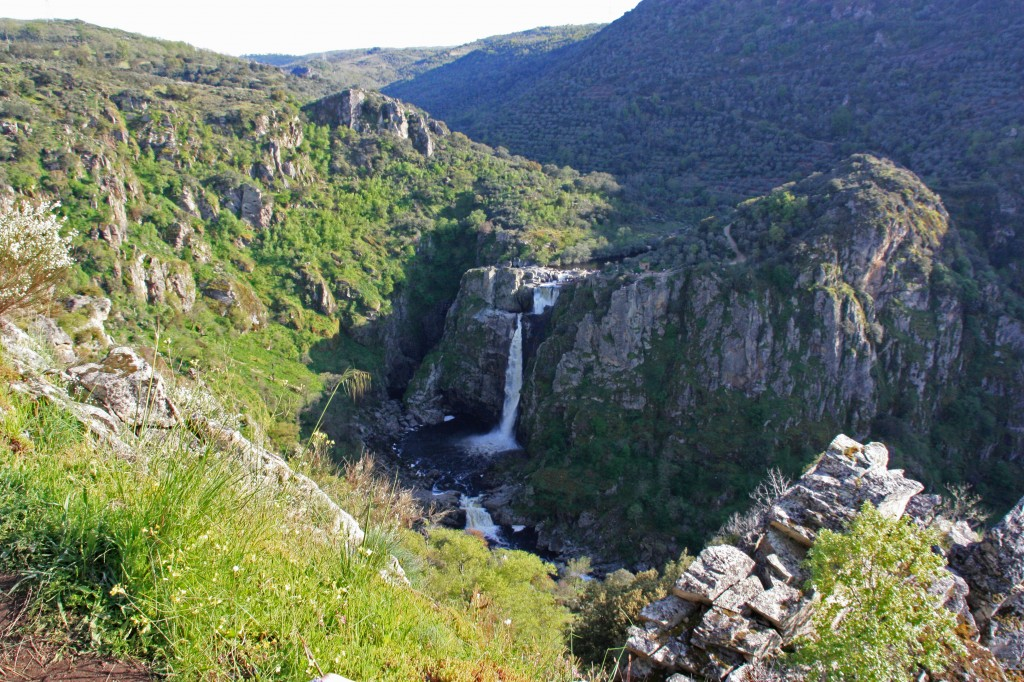
Wasserfall Pozo de los Humos

- Die Pfarrkirche (Iglesia de San Nicolás de Bari) stammt aus dem 15. Jahrhundert; der quergelagerte Glockenturm wurde im 16. Jahrhundert hinzugefügt. Zwischen Turm und Kirche sieht man im Innern einen deutlichen Mauerriss, der beim Erdbeben von Lissabon (1755) entstanden sein soll. Die Kirche wurde von der Architektenfamilie Lanestosa erbaut, deren Mitglieder auch die Kirchen der Nachbarorte Vitigudino, Vilvestre, Pereña, Saucelle und Aldeadávila schufen.
- Auf dem Gemeindegebiet stehen vier Einsiedlerkirchen; die Ermita del Santo Cristo del Humilladero hat eine weiträumige säulengestützte Vorhalle (portico oder atrio).
- Hauptattraktion in der Umgebung des Ortes ist der Wasserfall Pozo de los Humos. Der Río Uces stürzt hier – vor allem in der Zeit der Winterregenfälle in den Monaten Januar bis März oder nach den seltenen, aber heftigen Gewittern im Sommer und Herbst – etwa 45 Meter in die Tiefe.
- In der waldreichen Umgebung stehen noch einige wenige Feldsteinhütten.